# Francesco Scuderi (lottatore)
Francesco Scuderi (Catania, 10 febbraio 1949) è un ex lottatore italiano.

## Biografia
Nato a Catania nel 1949, gareggiava nella lotta greco-romana, nella categoria di peso dei pesi gallo (57 kg), tesserato per il Lotta Club Jonio della sua città.
A 23 anni ha partecipato ai Giochi olimpici di Monaco di Baviera 1972, nei pesi gallo (57 kg), perdendo ai punti il primo turno contro il polacco Józef Lipień, vincendo il secondo, ancora ai punti, sull'austriaco Ernst Hack, ma perdendo il terzo, di nuovo ai punti, con il bulgaro Hristo Trajkov.
Dopo il ritiro è rimasto nel mondo della lotta, come allenatore, guidando anche la nazionale italiana di lotta greco-romana.